# Jacques-Firmin Vimeux
Pour les articles homonymes, voir Vimeux.
Jacques-Firmin Vimeux né à Amiens le 12 janvier 1740 et mort dans la même ville le 30 janvier 1828 est un sculpteur français.

## Biographie

### Famille
D'origine picarde, Jacques-Firmin Vimeux est issu d'une famille d'artisans. Son père, Charles Adrien Vimeux était maître charron, sa mère de nommait Marie Marguerite Alet. Son frère aîné, Louis Antoine Vimeux fut général et baron d'Empire. Son second frère, Adrien-Jean-François Vimeux, entra dans les ordres et devint curé du Plessiez-Rozanvilliers. Il eut également une sœur, Louise, qui devint la mère du futur du général Charles de Vast-Vimeux.
Il épousa, le 4 avril 1769 à Amiens, Marie Françoise Théodore Veuvre, ils eurent ensemble deux garçons et une fille.

### Carrière
Il fut reçu maître sculpteur, le 10 décembre 1765 devant M. de La Haie, échevin d'Amiens.
La carrière de Jacques-Firmin Vimeux fut exclusivement locale. Il a notamment participé à la réalisation au décor de chapelles latérales de la nef de la cathédrale d'Amiens.

## Œuvres
- Amiens :
  - cathédrale Notre-Dame[2]:
    - chapelle Saint-Honoré : Saint Honoré, 1780, statue, classée monument historique au titre objet le 11 mai 1907[3] ;
    - chapelle Saint-Firmin :
      - Saint Firmin, 1781, statue en plâtre, classée monument historique au titre objet le 11 mai 1907[4] ;
      - lambris, retable, confessionnal ;
      - Sainte Agnès, médaillon ;
      - Sainte Claire, médaillon.

    - chapelle Saint-François-d'Assise : Saint François d'Assise, entre 1775 et 1779, bas-relief ornant le retable.
    - chapelle Saint-Jean-Baptiste-et-Antoine-Daveluy :
      - lambris, 1775 ;
      - Saint Jean-Baptiste, 1775, haut-relief ornant le retable de l’autel.

    - chapelle Sainte-Marguerite : Sainte Marguerite, statue ornant l’autel.
    - sacristie : petite gloire ou exposition[Note 1], de style néo-classique, provenant de l'ancienne église Saint-Rémi, classée monument historique au titre objet le 18 octobre mai 1983[5] ;

  - église Saint-Leu : L'Archange Saint Michel, statue en bois blanchi, attribution[6].
- Domart-en-Ponthieu, église Saint-Médard : saint Éloi, 1782, bas-relief. il formait à l'origine le retable d'une des chapelles de la cathédrale d'Amiens et fut transféré à l'église de Domart-en-Ponthieu en 1853, classé monument historique au titre objet le 21 mai août 1905[7].

Œuvres de Jacques-Firmin Vimeux
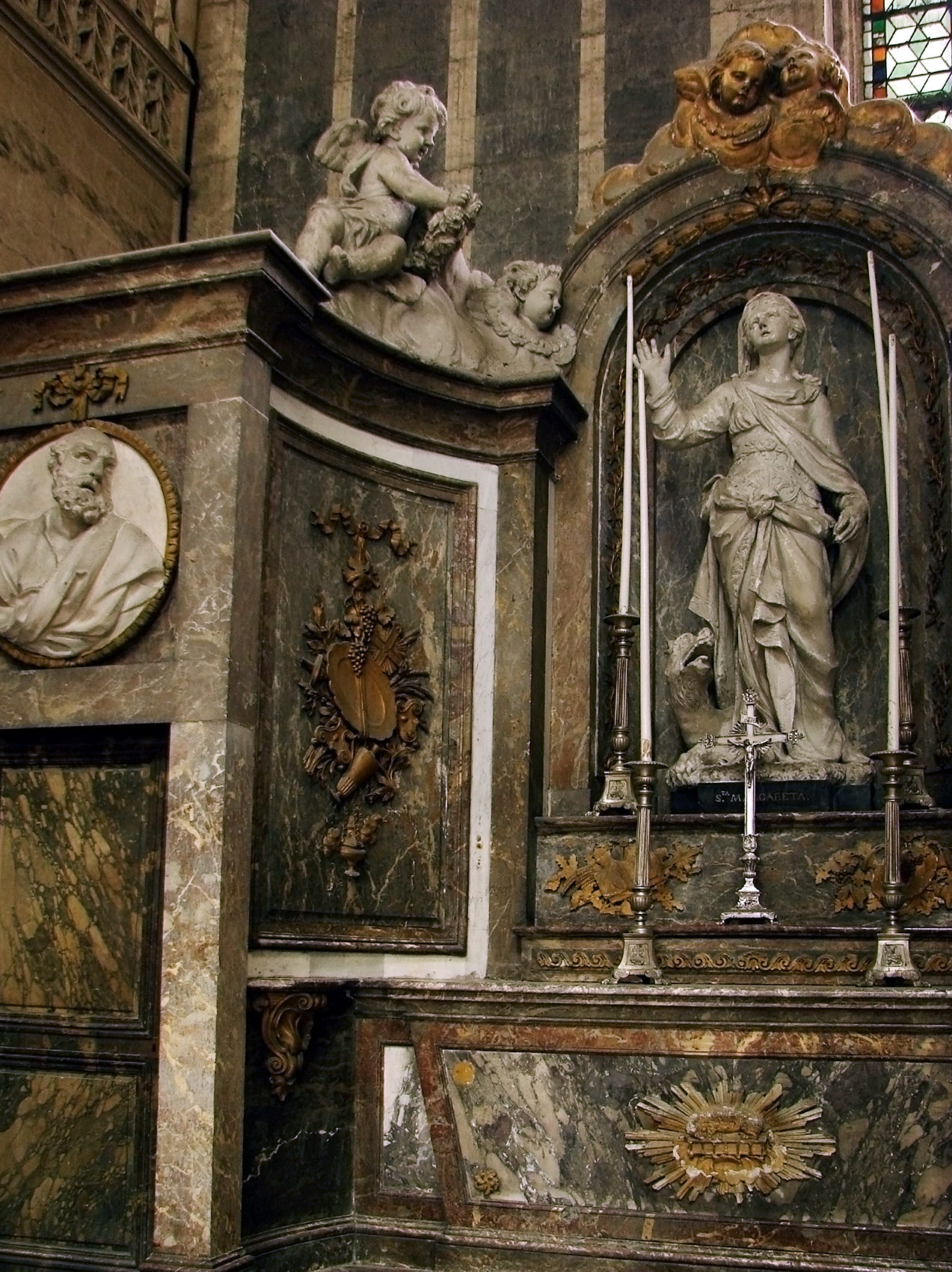
Sainte Marguerite (à droite), cathédrale Notre-Dame d'Amiens, chapelle Sainte-Marguerite.
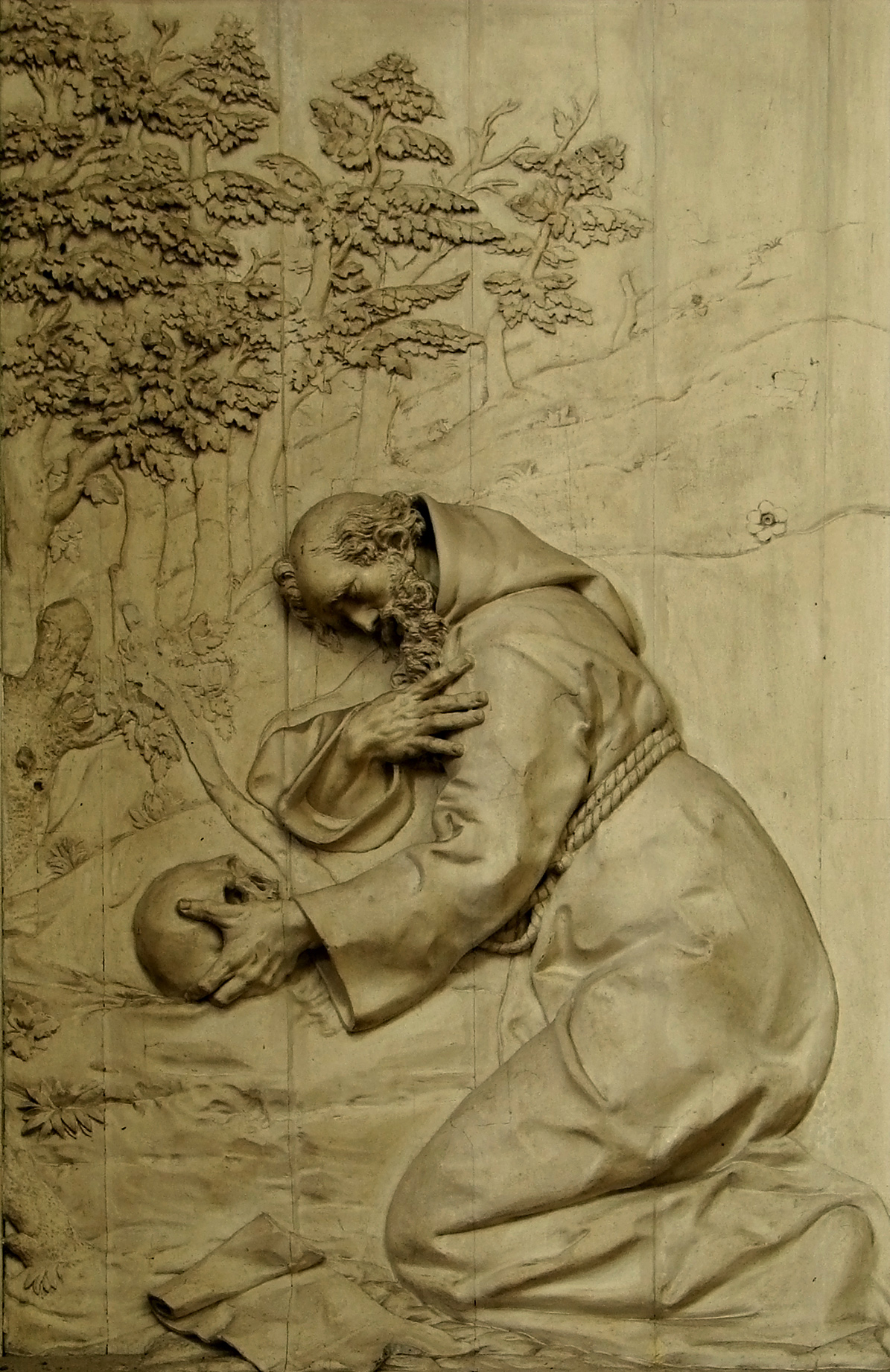
Saint François d'Assise (entre 1775 et 1779), cathédrale Notre-Dame d'Amiens, chapelle Saint-François-d'Assise.
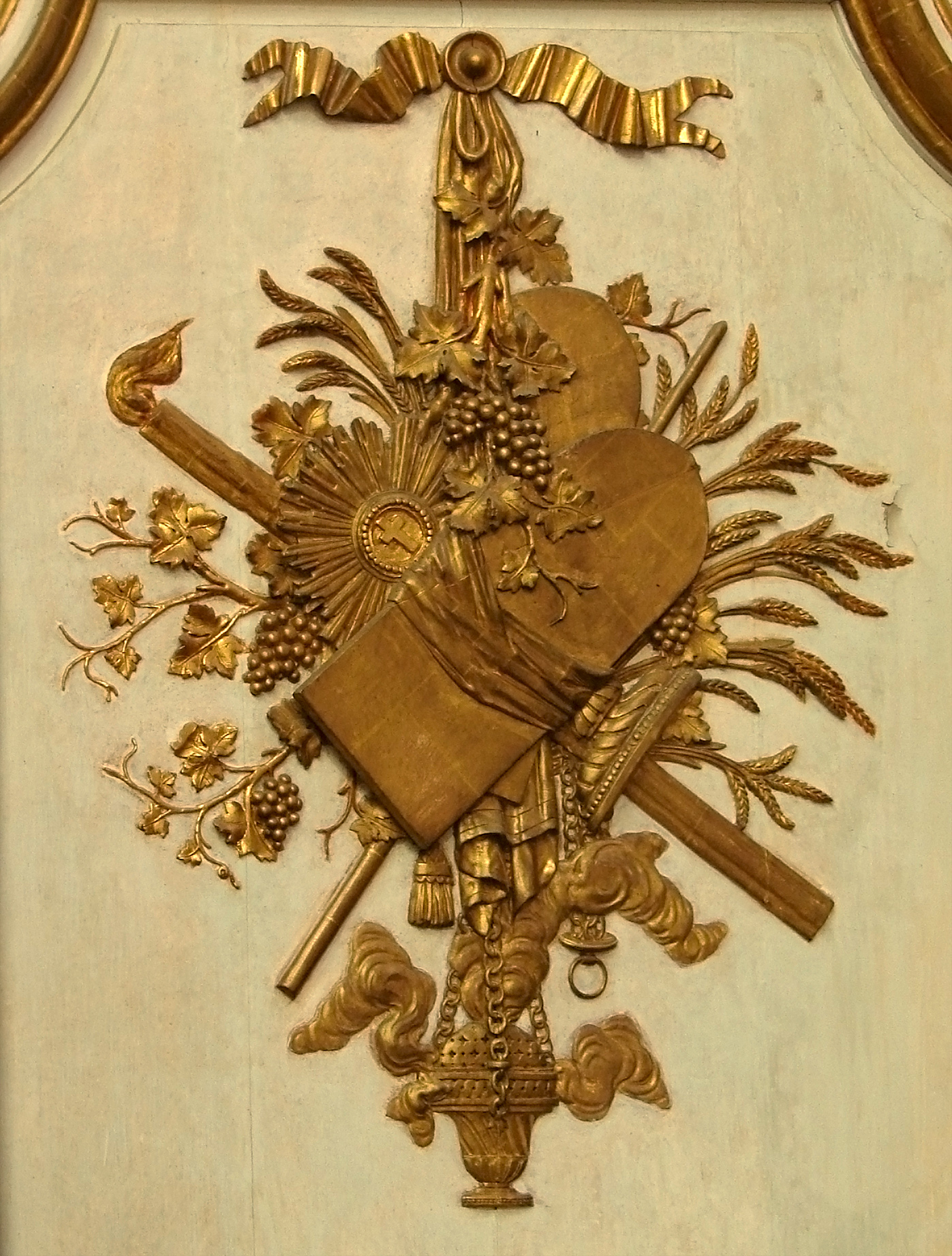
Lambris, détail, cathédrale Notre-Dame d'Amiens, chapelle Saint-François-d'Assise.